# Полігенізм
Полігенізм — вчення в антропології, що розглядає раси людини (Homo sapiens) як різні види, які мають незалежне між собою походження. Полігеністи XIX століття розглядали людські раси не тільки як різні види, але й деколи як різні роди; використовували положення полігенізму для обґрунтування расистських тверджень про біологічну і інтелектуальну нерівність рас людини, для виправдовування работоргівлі. Спадкоємцями ідей полігенізму стали ідеологи фашизму, офіційною доктриною яких була псевдонаукова теорія «вищої німецької арійської раси». Хибність полігенізму доводиться подібністю рас людини за комплексом головних ознак (будова головного мозку, долоні тощо).